# 311 av. J.-C.
Pour les articles homonymes, voir 311 (homonymie).
Cette page concerne l'année 311 av. J.-C. du calendrier julien proleptique.

## Événements
- 7 février (23 mars du calendrier romain) : début à Rome du consulat de Caius Iunius Bubulcus Brutus III et Quintus Aemilius Barbula II[1]. 
  - Le consul Junius reprend Cluviae aux Samnites et s'empare de Bovianum, leur capitale, qui est pillée. Le consul Aemilius débloque Sutrium, alliée de Rome assiégée par les Étrusques.  Grève des joueurs de flûte, qui se retirent à Tibur après que les censeurs leur aient interdit de manger dans le temple de Jupiter[1].
  - Création à Rome des duumviri navales, premiers amiraux attestant de l’existence d’une petite flotte[2], sous l’influence du tribun de la plèbe M. Decius.
- Printemps, guerre entre Carthage et Syracuse[3] : défaite d'Agathocle à la bataille d'Himère. Il assiège Agrigente qui est secourue par une flotte punique[4].
- Mi-mai, guerre babylonienne : Séleucos Ier, avec une poignée de partisans et l'aide de troupes de Ptolémée, entre à Babylone[5]. Il fonde la dynastie séleucide (fin de règne en 280 av. J.-C.). Il recouvre sa satrapie puis lutte pendant quatre ans contre Antigonos Monophtalmos et son fils Démétrios. Il tente de reconstituer l’empire d’Alexandre le Grand mais ne parvient pas à soumettre l’Inde.
- Août : Séleucos parvient à déloger la garnison restée fidèle à Antigonos de la citadelle de Babylone[5].
- Été/automne : Séleucos affronte Nicanor, satrape de Médie au service d'Antigonos[5].
- Octobre/novembre : traité de paix entre Séleucos et Nicanor[5].
- Automne : paix provisoire entre les diadoques (fin en 310 av. J.-C.). Chacun garde ses possessions et la liberté des Grecs est proclamée officiellement ; Séleucos n'est pas reconnu en Asie[6].
  - En Grèce, Cassandre fait mourir Roxane et Alexandre Aïgos, femme et fils d'Alexandre le Grand, peu après la paix de 311[7].

- Chine : fortification de Chengdu par le roi de Qin[8].
- Épicure fonde une école de philosophie à Mytilène, sur l’île de Lesbos (311) puis à Lampsaque (310)[9].